# Гумидный климат
Гумидный климат (от лат. humidus — влажный) — тип климата в областях с избыточным увлажнением, при котором количество атмосферных осадков больше, чем может испариться и просочиться в почву. Это формирует обильный поверхностный сток ручьёв и рек, что способствует развитию эрозионных форм рельефа, густой гидрографической сети и процветанию влаголюбивых форм растительности. Термин «гумидный климат» предложен Альбрехтом Пенком при разработке им геоморфологической классификации климатов.
Различают два типа гумидного климата:

- Полярный тип гумидного климата (наблюдается в субарктическом и умеренном географическом поясах) характерен для зон с многолетнемерзлыми грунтами, которые тормозят грунтовое питание рек и усиливают сток атмосферных осадков;
- Фреатический, или тропический тип гумидного климата (наблюдается в экваториальном поясе) с частичным просачиванием осадков в почву и наличием грунтового питания.

Для ландшафтов с гумидным климатом типична болотная растительность.
В противоположность гумидному, аридный климат характеризуется малым количеством осадков, или полным их отсутствием.